# 図式 (圏論)
集合論における添え字付き集合族に類似した概念が、圏論における図式である。一番の違いは、圏論では射にも添え字を付ける必要があることである。添え字付き集合族は、ある固定した集合で添え字付けた集合の集まりのことであり、これは、固定した添え字集合から集合全体のクラスへの関数のことであると言っているのと同じである。これに対して、図式は、ある固定した圏で添え字付けた対象と射の集まりのことであり、固定した添え字圏からある圏への関手のことであると言うこともできる。
図式は極限と余極限の定義において中心となる概念であり、錐とも関連している。

## 定義
圏 C 上の J-型 (J-type) の図式とは、共変関手
D: J → C
のことをいう。この圏 J のことをこの図式の添字圏 (index category) やシェーマ（schema; scheme, スキーム）と呼ぶ。逆に関手のことを J-型の図式と呼ぶこともある。 J の対象や射自体にはたいした意味はなく、それらがどのように繋がっているかが重要となる。図式 D は J をパターンとして、C の対象と射の集まりに添え字付けていると考えることもできる。
形式上は、図式と関手、スキームと圏の間にはなんの違いもない。集合論の場合と同様に、用語を使い分けることでものの見方を変えているだけである。つまり、添え字の圏を固定して、関手(とその余ドメイン)を変化させようとしているときに図式と呼ぶのである。
よく使われる図式では、添え字圏 J は小さい圏や有限である。このとき、図式は小さいとか有限であるという。
圏 C 上の J-型図式の射とは、これら関手の間の自然変換をいう。これは C 上の J-型図式の圏というものを関手圏 CJ として、したがって図式をこの圏の対象として解釈するというふうに言うこともできる。

## 例
- 圏 C の任意の対象 A に対する定図式 (constant diagram) とは、 J の対象を全て A にうつし、射を全て A の恒等射にうつす図式をいう。定図式を表す記法として、下線を使うことがある。すなわち、C の対象 A に対する定図式は A と書く。
- J が(小さい)離散圏の場合の J-型の図式とは、単に C の対象の添え字付けられた族を言う。これを使って極限を取ると積が得られ、余極限を取ると余積が得られる。特に、J が二対象離散圏の場合の極限は単に二項積である。
- 添字圏が J = -1 ← 0 → +1 のときの J-型図式、すなわち A ← B → C をスパン（英語版）と呼び、その余極限は押し出し（英語版）である。この図式で対象 B（および射 B → A と B → C）を「忘れる」(空にとる) 場合を考えると、図式は単なる二対象（Aと C からなる）離散圏で、その余極限は単なる二項余積になる。この例は、集合論的な添字集合の概念の図式の概念を用いた一般化の重要な方法論を示すものになっている。つまり、射 B → A と B → C が含まれていることによって、図式から作られる構成に追加の構造を持たせることが可能となる。単なる集合を添え字にした場合、対象の間の関係を持っていないため、このような構造を表現することはできない。
- 添字圏が J = -1 → 0 ← +1 に対する J-型図式 A → B ← C は余スパン（英語版）と言い、その極限を引き戻しと呼ぶ。
- 添字圏 {\displaystyle J=0\rightrightarrows 1} は「2つの平行射」やときには自由箙やwalking quiverと呼ばれる。J-型図式 f, g: X → Y は箙となり、極限は等化子であり、余極限は余等化子である。
- 圏 J を半順序集合圏とするとき、J-型の図式は対象の族 Di であって、i ≤ j に限り必ず唯一の射 fij: Di → Dj があるようなものになる。J が有向であるとき、J-型の図式は対象と射からなる直系という。図式が反変関手である場合は逆系である。

## 錐と極限
図式 D: J → C に関する頂点 N を持つ錐とは、定図式 Δ(N) から D への射を言う。この定図式は、J の対象をすべて C の対象 N にうつし、射は全て N の恒等射にうつす。
図式 D の極限とは、D への普遍錐のことである。これは錐が他のどの錐についても、この錐を経由して一意に分解されることをいう。任意の J-型図式が C 内に極限を持つとき、図式を極限にうつす関手
lim: CJ → C
が得られる。
双対として、図式 D の余極限は D からの普遍錐である。任意の J-型図式が余極限を持つとき、図式を余極限にうつす関手
colim: CJ → C
が得られる。

## 可換図式
図式や関手圏を可換図式の形で可視化することがよくあり、とくに、添え字圏がほとんど要素のない有限な半順序の場合に行われる。次の手順で可換図式を描く。添え字圏の各対象に対して節点を書く。各射については矢印を書くが、恒等射や他の射の合成で表せるものは省略する。可換性は圏が半順序であり、2つの対象の間の射が一意であることと対応している。逆にすべての可換図式はこの方法で図式(半順序である添え字圏からの関手)によって表現できる。
全ての添え字圏が半順序ではないことから、全ての図式も可換ではない。もっとも簡単な例として、1つの対象と1つの自己射 {\displaystyle f\colon X\to X} からなる図式や、2つの平行射({\displaystyle \bullet \rightrightarrows \bullet }; {\displaystyle f,g\colon X\to Y})を持つ図式は必ずしも可換ではない。さらに、無限の場合は描くことは不可能であるし、対象や射が多すぎる場合は非常に面倒になる。この場合でも、可換図式のパターンを(添え字圏の部分圏や「…」などを利用して)描くことによって複雑な図式を理解しやすくすることができる。